# Mariahilf (Gemeinde St. Jakob in Defereggen)
Mariahilf, früher auch Bruggen, ist eine Rotte der Fraktion Oberrotte in der Gemeinde St. Jakob in Defereggen im Defereggental (Osttirol).

## Geographie
Die Rotte liegt am Talboden des Defereggentals bzw. am linken, nördlichen Ufer der Schwarzach. Östlich bildet die Oberberg Runsen die Grenze zum Weiler Ranach, westlich befindet sich der als Vorderladstatt bezeichnete Teil der Rotte Ladstatt. Am gegenüberliegenden, südlichen Ufer der Schwarzach liegt das Dorf Rinderschinken. Erreichbar ist die Rotte über die Defereggentalstraße, die im nördlichen Teil der Siedlung durch das Dorf führt. Über diese Straße ist Mariahilf durch die Buslinie 953 und die Busstation St. Jakob i. D. Mariahilf Dorf an den öffentlichen Verkehr angebunden.
Die Rotte Mariahilf umfasst 25 Hausnummern, wobei einige Doppelhäuser bestehen (Stand November 2022). Die traditionellen Hofstellen sind heute in der Unterzahl, es sind dies die Bauernhöfe Tschupper (Oberrotte 20a), Lipperschneider (Oberrotte 20b), Schusters (Oberrotte 21a), Stefflis (Oberrotte 24), Troger Schneider (Oberrotte 57) und Lampert (Oberrotte 68). Bewirtschaftet werden jedoch nur noch die Hofstellen Lipperschneider (auch Lippinger genannt) sowie Stefflis.

## Geschichte
Die Besiedelung von Mariahilf geht auf die Schwaige (Urhof) Bruggen zurück, deren Name sich von Brücke über die Schwarzach nach Rinderschinken ableitet. Die Schwaige unterstand der Grundherrschaft des Schloss Bruck in Lienz. Mehrere Rauten (Neurodungen), die von der Schwaige aus gegründet wurden, wurden als Lehen der Herrschaft Lienz vergeben. Sie befanden sich auf der Schattenseite des Tals, die älteste trug den Namen Eggenfuß.
Mariahilf wird von der Statistik Austria 1923 als Bruggen mit sieben Wohngebäuden und 29 Einwohnern ausgewiesen. 1951 erwähnt die Volkszählung die Rotte Mariahilf (auch Bruggen) mit 12 Gebäuden und 49 Einwohnern. 1961 lebten in der Rotte 83 Menschen in 13 Wohngebäuden, 1971 waren es 107 Menschen in 19 Häusern. 1981 wurde die Einwohnerzahl von Mariahilf letztmals in einem Ortsverzeichnis ausgewiesen. Zu dieser Zeit lebten in der Rotte 86 Menschen in 16 bewohnten Gebäuden. Insgesamt gab es in der Siedlung 21 Gebäude bzw. Hausnummern.

## Bauwerke und sakrale Kunst

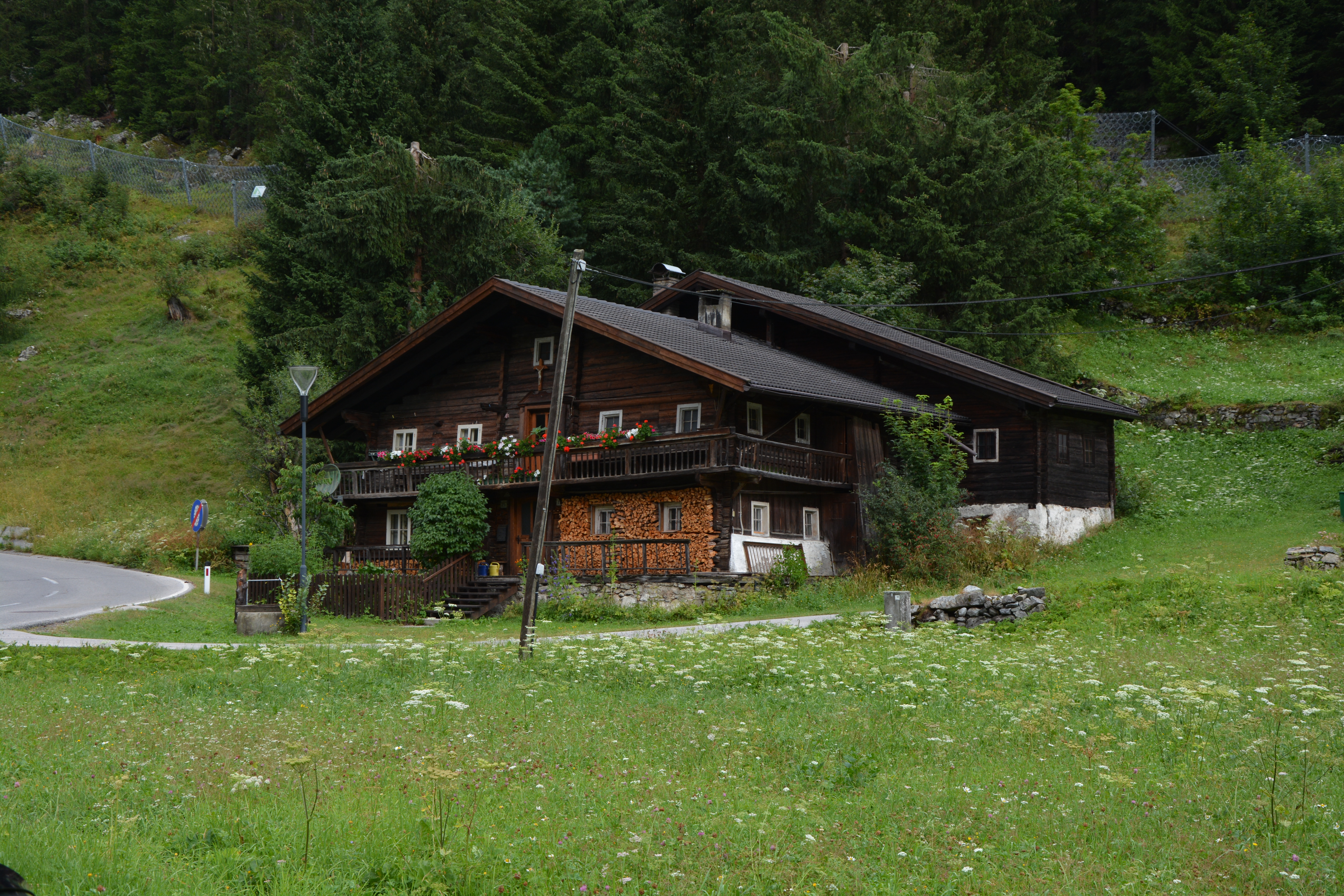
Bauernhof Schusters

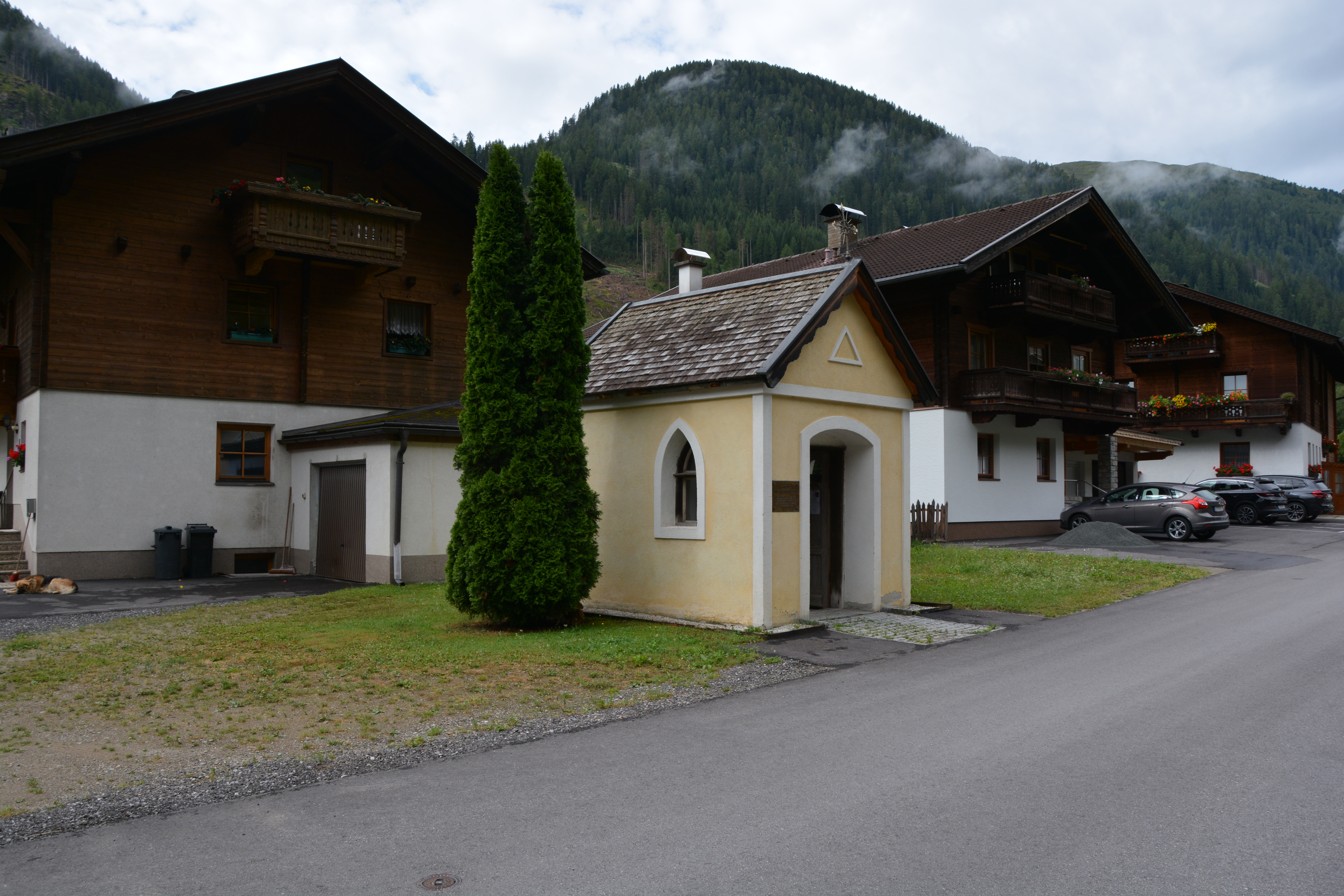
Stöffliskapelle

Das Tiroler Kunstkataster weist für Mariahilf neun Einträge auf. Der Eintrag mit der ältesten Datierung bezieht sich auf das Wohngebäude des Bauernhofs Schusters (Oberrotte 21a und 21b), das aus der Teilung des Schwaighofes Bruggen entstand. Das einzig erhaltene, nicht umgebaute Doppelwohnhaus mit Mittelflurgrundriss war bereits 1779 materiell geteilt und stammt vermutlich aus dem 17. Jahrhundert mit hangseitigem Anbau aus dem 19. Jahrhundert. Beim Gebäude handelt es sich um einen zweigeschoßigen Kantblockbau auf Bruchsteinfundament mit flachem Satteldach und umlaufenden Söller. Die Teilung des Gebäudes erfolgte entlang des in Firstrichtung verlaufenden Flurs. Das Wirtschaftsgebäude des zu 21a gehörenden Teils der Hofstelle Schusters existiert heute nicht mehr, das zur 21b gehörende, in kombinierter Holzbauweise errichtete Wirtschaftsgebäude stammt aus dem Jahr 1940. Als weiterer Bauernhof ist der Einhof Stefflis im Kunstkataster registriert. Es handelt sich um einen nach 1880 errichteten, quergeteilten, dreigeschoßigen Einhof, der teils gemauert, teil in Holzbauweise ausgeführt wurde. Zum Hof gehört auch eine erhaltene Waschhütte aus dem Anfang des 20. Jahrhunderts. Beim Appartementhaus Zollhaus handelt es sich um das ehemalige Alte Zollhaus. Es wurde in den frühen 1920er Jahren als zweigeschoßiger Mauerbau mit Satteldach errichtet und 2016 in ein Ferienwohnhaus umgebaut.
In Mariahilf besteht mit der Stöffliskapelle ein kleines sakrales Bauwerk. Der turmlose, rechteckige Bau mit schindelgedecktem Satteldach aus dem Jahr 1913 ist der Passion Christi geweiht (Unser Herr im Elend). Schräg gegenüber befindet sich ein Wegkreuz aus der ersten Hälfte des 19. Jahrhunderts.